# Медицинские отходы

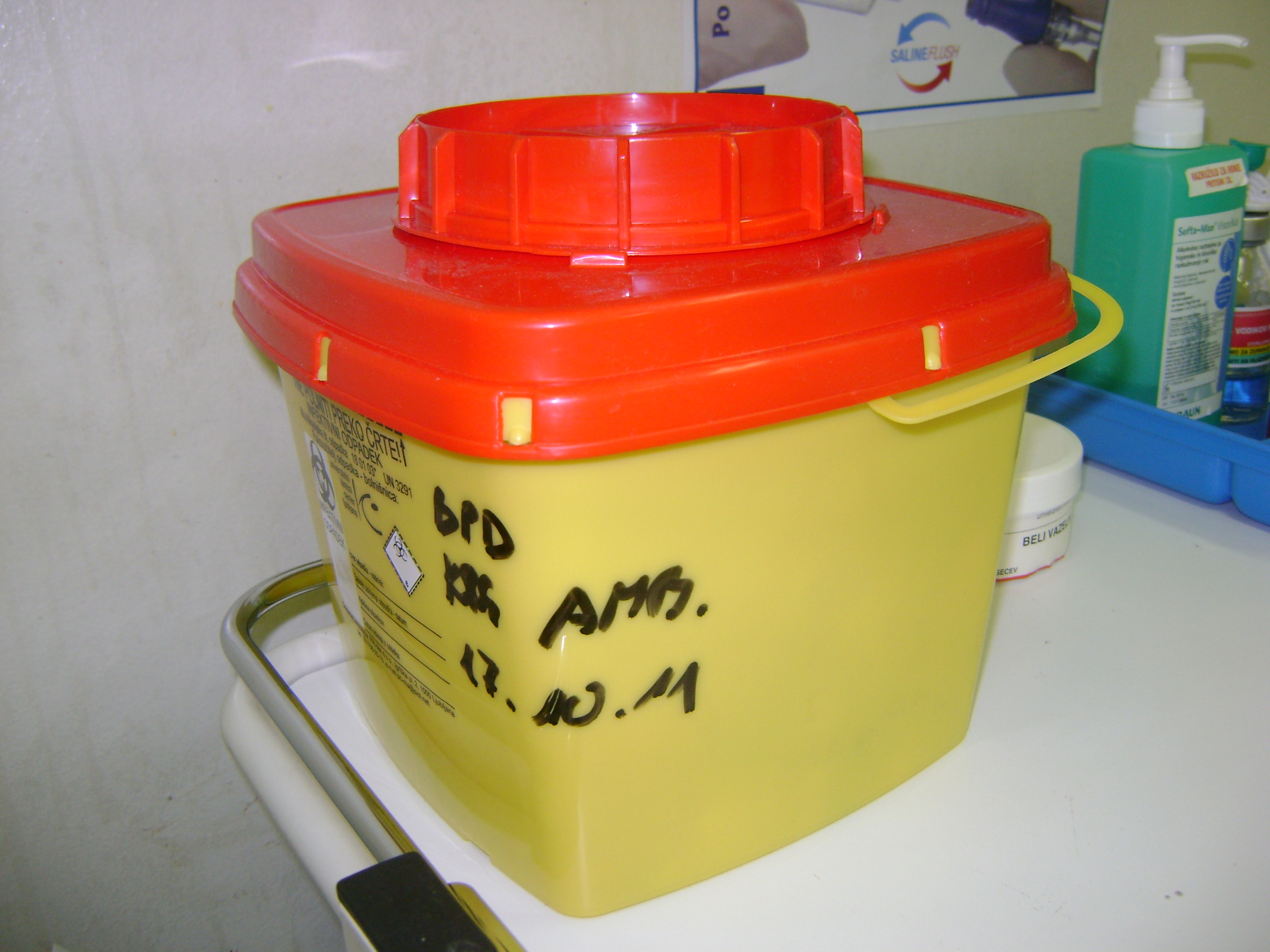
Контейнер для игл

Медицинские отходы — отходы, образующиеся в медицинских и фармацевтических учреждениях.
Эти отходы всегда образовывались в процессе деятельности больниц, однако до массового перехода на одноразовые медицинские принадлежности их количество было небольшим, и основной проблемой были послеоперационные (биологические) отходы и физиологические выделения, которые традиционно кремировались (сжигаются в специальных печах при высокой температуре, что гарантировано уничтожает все возможные патогены) или захоранивались на особых участках на кладбищах. Различные принадлежности для ухода за больными (шприцы с иглами, скальпели, простыни и тд) не шли в отходы, а дезинфицировались и обрабатывались на месте, либо попадали в отходы в минимальных количествах, например, по причине износа.
Медицинские отходы стали выделяться в отдельную значимую категорию в XX веке, когда в медицинских учреждениях стали широко использоваться одноразовые шприцы, катетеры, иглы, скальпели, капельницы, хирургические фартуки, системы для переливания крови, предметы ухода за больными (перчатки, подгузники, мочеприёмники, халаты, простыни и пр), а также стали образовываться значительные количества медикаментов фабричного производства, не подлежащих по той или иной причине использованию (истёкший срок годности, фальсификат, конфискат и т д). С этого момента объём медицинских отходов существенно возрос и продолжает расти, и стало очевидно, что с ними необходимо обращаться особым образом, в силу того что они несут в себе не только экологическую, но и эпидемическую и токсическую опасность (опасность для здоровья человека). Постепенно стало вырабатываться специальное законодательство по этому вопросу и методики обращения с этим видом отходов в разных странах мира. В Российской Федерации оно находится в стадии становления.
Медицинские отходы — все виды отходов, в том числе анатомические, патолого-анатомические, биохимические, микробиологические и физиологические, образующиеся в процессе осуществления медицинской деятельности и фармацевтической деятельности, деятельности по производству лекарственных средств и медицинских изделий, деятельности в области использования возбудителей инфекционных заболеваний и генно-инженерно-модифицированных организмов в медицинских целях, а также при производстве, хранении биомедицинских клеточных продуктов (ст. 49 Федерального закона от 21 ноября 2011 г. № 323-ФЗ «Об основах охраны здоровья граждан в Российской Федерации»).
Объёмы образования медицинских отходов в РФ обычно оцениваются через нормативы образования и число койко-мест в медицинских учреждениях страны. Считается, что их образуется примерно 1,3-2,7 кг/сутки на 1 койко-место (для отходов всех классов) что даёт исходя их числа койко-мест в 130 000—140 000 в стране общий объём образования медицинских отходов для РФ в целом около 100 000 тонн в год. Возможно, эта цифра слегка занижена, тк достаточно значительное количество медицинских отходов образуется также в медицинских учреждениях амбулаторного типа, но их количество оценивается как в 15 раз меньшее.
Тем самым, медицинских отходов существенно меньше, чем всех прочих (считается, что в России ежегодно образуется 30 млн тонн ТКО и 120 млн тонн промышленных отходов) Тем самым, медицинские отходы образуют от всех прочих долю не более 1-2 %, однако, это в сумме не так уж мало. Основная проблема здесь та, что они несут особую опасность и требуют обращения с собой по особым правилам, их нельзя просто взять и вывезти на полигон, а содержащиеся в отходах особо опасные инфекционные агенты крайне опасны как для здоровья людей, так и для окружающей среды (могут стать причиной эпизоотии).

## Классы отходов
Медицинские отходы делятся на пять классов опасности. Классификация приведена в СанПиН 2.1.3684-21, ст. 49 Федерального закона от 21 ноября 2011 г. № 323-ФЗ и постановлении Правительства РФ от 4 июля 2012 г. № 681.

### Класс А
Класс А — отходы, не имеющие контакт с биологическими жидкостями пациентов, инфекционными больными (эпидемиологически безопасные отходы, по составу приближенные к ТКО, в том числе: использованные средства личной гигиены и предметы ухода однократного применения больных неинфекционными заболеваниями; канцелярские принадлежности, упаковка, мебель, инвентарь, потерявшие потребительские свойства; сметы от уборки территории; пищевые отходы центральных пищеблоков, столовых для работников медицинских организаций, а также структурных подразделений организаций, осуществляющих медицинскую и (или) фармацевтическую деятельность, кроме подразделений инфекционного, в том числе фтизиатрического профиля (п. 157 СанПиН 2.1.3684-21). Также к классу А относятся: короткоживущие радиоактивные отходы (РАО), выдерживающие до уменьшения мощности дозы ниже 1 мкГр/ч на расстоянии 0,1 м от поверхности пакета (п. 8.4. СанПиН 2.6.1.3288-15), одноразовые подкладные судна пациентов неинфекционных стационаров и отделений (п. 3435 СанПиН 3.3686-21), медицинские отходы класса Б и В после аппаратных способов обеззараживания с применением физических методов и изменения внешнего вида отходов, исключающего возможность их повторного применения (п. 159 СанПиН 2.1.3684-21).
К обращению с медицинскими отходами класса А применяются требования Санитарных правил, предъявляемые к обращению с ТКО (п. 158 СанПиН 2.1.3684-21). Однако важно учитывать, что постановлением Правительства РФ № 1156 от 12.11.2016 установлен абсолютный запрет на складирование в контейнерах ТКО любых медицинских отходов, в том числе и класса «А» (п. 14 «Правил обращения с твердыми коммунальными отходами»).
Сбор пищевых отходов осуществляется раздельно от других медицинских отходов класса А в многоразовые емкости или одноразовые пакеты, установленные в помещениях пищеблоков, столовых и буфетных организации (п. 171 СанПиН 2.1.3684-21).
Также следует добавить, что в отходы класса А будут попадать отходы, загрязненные биологическими жидкостями больных, несмотря на то, что в СанПиН 2.1.3684-21 отходы класса А заявляются как «не имеющие контакта с биологическими жидкостями пациентов». Все дело в том, что состав отходов класса А в новом СанПиН 2.1.3684-21 изменён по сравнению с ранее действовавшим СанПиН 2.1.7.2790-10, фактически часть отходов класса Б незаметно перешло в класс А. Как указано в п. 157 СанПиН 2.1.3684-21 к отходам А, теперь относятся и «использованные средства личной гигиены и предметы ухода однократного применения больных неинфекционными заболеваниями». Использованные подгузники, подкладные пеленки, женские прокладки, тампоны не могут не быть загрязнены биологическими жидкостями (поэтому описание состава отходов класса А в п.157 противоречиво). В ранее действовавшем СанПиН 2.1.7.2790-10 статус этих отходов не был определён, поэтому эти отходы часто относили к классу Б и Роспотребнадзор требовал предварительно обеззараживать загрязненные подгузники и пеленки перед их выбрасыванием с отходами класса А. Теперь все эти отходы СанПиН 2.1.3684-21 допускает передавать как медотходы класса А без проведения предварительного обеззараживания.
С ними фактически можно обращаться, как с обычными бытовыми отходами больницы, их можно накапливать на открытых контейнерных площадках, расположенных не ближе 25 м от лечебных корпусов, и их обычно без проблем принимают на размещение полигоны, наряду с твёрдыми коммунальными отходами (ТКО). Тем не менее даже с этой категорией медицинских отходов существуют определённые законодательные проблемы в РФ. Например, во всех регионах РФ с ТКО должны работать специальные региональные операторы, действующие в рамках утверждённых Территориальных схем обращения с отходами. Насколько вправе эти региональные операторы работать также с медицинскими отходами категории А — не ясно. Некоторые эксперты придерживаются мнения, что «по смыслу нормативного документа отходы класса А можно размещать на полигоне ТКО, но осуществлять сбор, транспортирование, утилизировать необходимо отдельно», «отходы класса А приближены к ТКО, но не приравнены к ним». Правовой позиции о том, что медотходы класса А — это не ТКО придерживаются государственные регуляторы Минприроды России и ФАС России. СанПиН 2.1.3684-21 не касаются и не могут касаться вопросов организации обращения с медотходами класса «А», например, требовать от мусорных операторов — в обход Закона об отходах производства и потребления, а также Правил обращения с ТКО — вывозить медотходы по договорам об обращении с ТКО.
Судебная практика Верховного суда Российской Федерации, подтверждающая, что медицинские организации не обязаны заключать договор на вывоз ТКО с региональным оператором по обращению с ТКО: определение Судебной коллегии по экономическим спорам Верховного Суда РФ от 25 мая 2023 г. № 309-ЭС22-25180 по делу № А60-19516/2021, определение Судебной коллегии по экономическим спорам Верховного Суда РФ от 04 июля 2023 г. № 308-ЭС23-5243 по делу № А63-17426/2020, определение Судебной коллегии по экономическим спорам Верховного Суда РФ от 10 июля 2023 г. № 309-ЭС22-25256 по делу № А60-32120/2021.
Объём класса А самый значительный — до 80 % всех медицинских отходов, но они представляют собой наименьшую опасность.
Примеры медицинских отходов класса А: отходы упаковочного картона незагрязненные (код по ФККО 4 05 183 01 60 5), лом и отходы, содержащие незагрязненные черные металлы в виде изделий, кусков, несортированные (код по ФККО 4 61 010 01 20 5).

### Класс Б

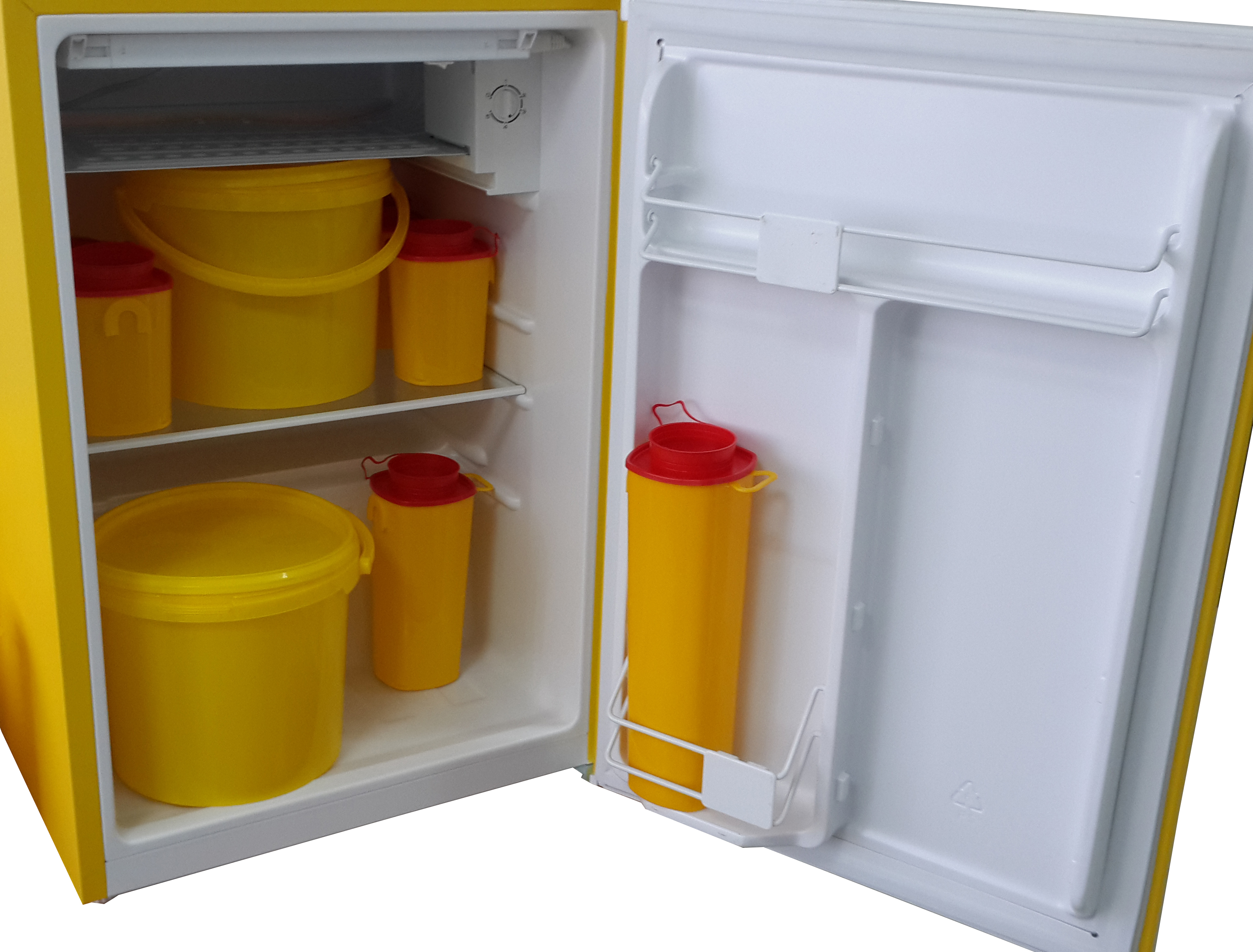
Холодильник и ёмкости

Класс Б — эпидемически опасные отходы, инфицированные и потенциально инфицированные микроорганизмами 3 — 4 групп патогенности, в том числе: материалы и инструменты, предметы, загрязненные кровью и (или) другими биологическими жидкостями; патологоанатомические отходы; органические операционные отходы (органы, ткани); пищевые отходы и материалы, контактировавшие с больными инфекционными болезнями, вызванными микроорганизмами 3 — 4 групп патогенности (п. 157 СанПиН 2.1.3684-21).
Критерием опасности медицинских отходов класса Б является инфицирование (возможность инфицирования) отходов микроорганизмами 3 — 4 групп патогенности, а также контакт с биологическими жидкостями (постановление Правительства РФ от 4 июля 2012 г. N 681).
Он оценивается как примерно 10-15 % от общего объёма медицинских отходов (более точно — от 11 до 50 % в зависимости от профиля медицинского учреждения). Норматив образования, по последним исследованиям, составляет от 0.15-0.4 кг/койко-место в сутки, или 0.01-0.2 кг на одно посещение для медицинских учреждений амбулаторного типа. Исследование для муниципальных учреждений г. Москвы даёт цифру 28 тыс. тонн/год на отходы всех классов, и 3 тыс. тонн в год — для класса Б. При этом, следует учесть, что в Москве функционируют не только муниципальные, но и очень крупные федеральные и ведомственные медицинские учреждения, так что для оценки полного объёма образования медицинских отходов в Москве цифру следует удвоить. Типовая 1000-коечная больница, производит, согласно исследованию около 1 тонны отходов в неделю. Простой пересчёт этих цифр по числу населения даёт оценку, что средний российский регион ежемесячно образует от 50 до 100 тонн медицинских отходов класса Б. Согласно нормативной базе СанПиН 2.1.3684-21. Эти отходы нельзя вывозить на полигоны без предварительной обработки специальными методами в особых условиях.
По морфологическому составу эти отходы очень разнятся в зависимости от профиля медицинские учреждения. Например, роддома и перинатальные центры производят огромный объём биологических отходов (от каждых родов, например остаётся в среднем 1,5 кг биологических отходов), дома престарелых образуют значительное количество памперсов, диализные центры — практически один пластик (все одноразовые системы искусственных почек состоят из пластика) и т. д. В целом, утилизационные компании, обслуживающие значительное количество медицинских учреждений разного профиля, предоставляют такую статистику.
Пластик — 40 % в общем весе отходов, текстиль и бумага — 30 %, металл и стекло — 10 %, биология — 20 %.
Согласно СанПиН 2.1.3684-21, с отходами класса Б надлежит поступать следующим образом — они могут быть обеззаражены либо на месте в больнице при наличии у неё оборудованного участка по обращению с отходами (децентрализованная схема), либо вывезены на обеззараживание или обезвреживание на подобные организованные участки вне больницы (централизованная схема). Требования по оборудованию участка весьма сложные, включают в себя отдельную вентиляцию, санпропускники для рабочих и прочее, и большинству медицинских учреждений централизованная схема значительно удобнее. Само обеззараживание может производиться химическим методом (замачивание в дезинфицирующих растворах) или аппаратными методами (автоклавирование, спекание в СВЧ печах), или термическим методом (сжигание, обработка в инсинераторах). Обеззараживание в дезинфицирующих растворах или в автоклаве считается недостаточным, необходимо дополнительное измельчение или прессование, чтобы исключить повторное применение и изменить внешний вид отходов. К транспортировке класса Б также выдвигается ряд требований (в частности, необеззараженные отходы надлежит обычно возить в автомобилях-рефрижераторах).
Пример медицинских отходов класса Б: отработанные одноразовые шприцы, отработанные системы для внутривенного вливания инфузионных растворов, медицинские инструменты и предметы из нержавеющей стали, гинекологические зеркала пластмассовые; отработанный перевязочный материал (бинты, вата, марли и пр.); использованные перчатки.

### Класс В
Класс В — отходы с чрезвычайной эпидемиологической опасностью. Критерием опасности медицинских отходов класса В является инфицирование (возможность инфицирования) отходов микроорганизмами 1 — 2 групп патогенности (постановление Правительства РФ от 4 июля 2012 г. N 681). Отходы от деятельности в области использования возбудителей инфекционных заболеваний 1 — 2 группы патогенности, а также в области использования генно-инженерно-модифицированных организмов в медицинских целях (эпидемиологически опасные отходы, далее — класс В), в том числе: отходы микробиологических, клинико-диагностических лабораторий; отходы, инфицированные и потенциально инфицированные микроорганизмами 1 — 2 групп патогенности; отходы сырья и продукции от деятельности по производству лекарственных средств и медицинских изделий, от производства и хранения биомедицинских клеточных продуктов; биологические отходы вивариев; живые вакцины, непригодные к использованию.
Как правило это отходы инфекционных отделений, где они находились в контакте с больными тяжёлыми инфекционными заболеваниями, отходы микробиологических лабораторий и пр.
Их образуется гораздо меньше чем отходов класса Б (примерно в 10 раз). Они настолько опасны, что их нельзя вывозить с территории больницы без предварительного обеззараживания (в отличие от класса Б, где допускается вывоз для централизованного обезвреживания на специальных площадках при соблюдении определённых правил).

### Класс Г
Класс Г — отходы с токсикологической опасностью, например, просроченные лекарства и ещё ряд подобных отходов, в том числе относящихся по классификации природоохранного законодательства к 1-4 классу. Ртутьсодержащие предметы, приборы и оборудование; лекарственные (в том числе цитостатики), диагностические, дезинфекционные средства; отходы от эксплуатации оборудования, транспорта, систем освещения, а также другие токсикологически опасные отходы, образующиеся в процессе осуществления медицинской, фармацевтической деятельности, деятельности по производству лекарственных средств и медицинских изделий, при производстве, хранении биомедицинских клеточных продуктов, деятельности в области использования возбудителей инфекционных заболеваний и генно-инженерно-модифицированных организмов в медицинских целях. Их обычно образуется ещё в 10 раз меньше чем отходов класса В (исключая крупные фармацевтические предприятия, где иногда бракуются по сроку годности или по производственным основаниям значительные партии). Примеры: лампы ртутные, ртутно-кварцевые, люминесцентные, утратившие потребительские свойства (код по ФККО 4 71 101 01 52 1), аккумуляторы свинцовые отработанные неповрежденные, с электролитом (код по ФККО 9 20 110 01 53 2), отходы термометров ртутных (код по ФККО 4 71 920 00 52 1), отходы фиксажных растворов при обработке рентгеновской пленки (код по ФККО 4 17 212 01 10 3), пленка рентгеновская отработанная (код по ФККО 4 17 161 11 52 3), оборудование для облучения, электрическое диагностическое и терапевтическое, применяемые в медицинских целях, утратившее потребительские свойства (код по ФККО 4 81 600 00 00 0).

### Класс Д
Класс Д — отходы, содержащие радиоактивные элементы, в больших дозах.

## Проблематика
Главной методической и законодательной проблемой в РФ в работе с медицинскими отходами сегодня является то, что согласно нормативной базе их надлежит путём обезвреживания перевести в отходы 1-4 класса, зарегистрированных в Федеральном Классификационном каталоге отходов (ФККО), и имеющими соответствующий код ФККО (малоопасные или практически неопасные). После этого их могут принимать полигоны на размещение. Однако сделать это не так просто.
В ФККО имеется всего несколько видов отходов, в которые можно перевести медицинские отходы, а именно:
- Зола от сжигания медицинских отходов, содержащая преимущественно оксиды кремния и кальция, код — 7 47 843 51 71 5
- Отходы обезвреживания медицинских отходов классов Б и В (кроме биологических) вакуумным автоклавированием насыщенным водяным паром измельчённые, компактированные, содержащие преимущественно текстиль, резину, бумагу, практически неопасные, код — 7 47 843 55 71 5

Значительная часть медицинских отходов (биология, пластик, металл, медикаменты) может обрабатываться только термически (превращаться в золу), а гидроклавированию и обработке в СВЧ-печах должны подвергаться преимущественно текстиль, резина и т. д. То есть надо или налаживать в медицинских организациях селективный сбор пластика, для его последующей обработки, или осуществлять только термическую (огневую) утилизацию. Это приводит к тому, что отрасль в РФ всё ещё плохо структурирована и значительная её часть до сих пор находится в «серой» зоне, не учитывается и утилизируется полулегально, особенно вдалеке от Москвы. По оценкам экспертов, полностью легально обрабатывается только 15 % медицинских отходов страны.
В Российской федерации основным документом, регламентирующим обращение с медицинскими отходами является упомянутый выше СанПиН 2.1.3684-21 [1], который обязаны соблюдать все, кто имеет отношение к обработке медицинских отходов. Он подробно регламентирует, как собирать, обеззараживать\обезвреживать, упаковывать медицинские отходы (например, класс Б упаковывается в жёлтую тару и накапливается в жёлтых баках, класс В — только в красных, класс Г — маркируется чёрным цветом). Кроме того, там же описано как должны быть устроены помещения и площадки для работы с такими отходами, и выдвигается ряд требований к таким помещениям — например, помещения для обезвреживания должны быть оборудованы принудительной вентиляцией, санпропускниками, иметь моющиеся полы и стены и т. д.
Описано также, как именно разрешается накапливать и хранить каждый вид отходов, как транспортировать а также какие методы разрешается применять при их обезвреживании.
Вопрос о приравнивании медотходов класса «А» к ТКО
Выводы о том, что медицинские отходы класса «А» не подлежат правовому регулированию Закону об обращении с отходами № 89-ФЗ от 24 июня 1998 года и Правил обращения с ТКО, утв. Постановлением Правительства от 12.11.2016 г. № 1156 подтверждаются судебной практикой:
— Постановление Шестнадцатого арбитражного апелляционного суда от 11.03.2021 г. № 16АП-88/21 по делу № А63-12422/2020 (медицинские отходы не подлежат регулированию законодательством по обращению с ТКО);
— Решение Арбитражного суда Ставропольского края от 30.03.2021 г. по делу № А63-19013/2020 (в силу части 2 статьи 2 Закона № 89-ФЗ отношения в области обращения с медицинскими отходами выведены из сферы действия данного Закона и подлежат регулированию самостоятельным комплексом нормативно правовых актов);
— Решение Арбитражного суда г. Москвы от 28.05.2021 г. по делу № А40-41628/2021 (с 01.07.2009 отношения в области обращения с отходами лечебно-профилактических учреждений исключены из сферы действия Закона № 89-ФЗ);
— Решение Арбитражного суда Ростовской области от 04.06.2021 г. по делу № А53-9025/2021 (отходы класса А не относятся к ТКО и выведены из-под действия закона № 89-ФЗ, а обращение с ними регулируется правилами, установленными СанПиН 2.1.7.2790-10);
— Решение Арбитражного суда Свердловской области от 29.07.2020 г. по делу № А60-19656/2020 (Из анализа данного классификатора следует, что данные ФККО не несут в себе сведений относительно отходов, образующихся в процессе оказания медицинских услуг и медицинской деятельности, которую оказывает ответчик. Анализ вышеуказанных положений, позволяет сделать вывод, что отходы, образующиеся в процессе деятельности медицинских учреждений, в силу своей специфики не подпадает под определение ТКО);
— Решение Арбитражного суда Ставропольского края от 23.12.2020 г. по делу № А63-15990/2020 (в силу части 2 статьи 2 Закона об отходах отношения в области обращения с медицинскими отходами выведены из сферы действия данного Закона и подлежат регулированию самостоятельным комплексом нормативно правовых актов);
— Постановление Пятнадцатого арбитражного апелляционного суда от 18.01.2019 г. № 15АП-19926/18 (исходя из диспозиции ч. 1, 2 ст. 49 Федерального закона от 21.11.2011 № 323-ФЗ любые отходы медицинского учреждения являются медицинскими и подлежат утилизации в соответствии со СанПиН 2.1.7.2790-10. Других видов отходов, которые могли бы вывозить ответчиком без соблюдения указанных правил у медицинского учреждения быть не может).

## Работа с отходами
Процесс работы с медицинскими отходами делят на три стадии, каждую из которых надо исполнять, чтобы это не представляло собой опасности.

### Сбор, упаковка и накопление

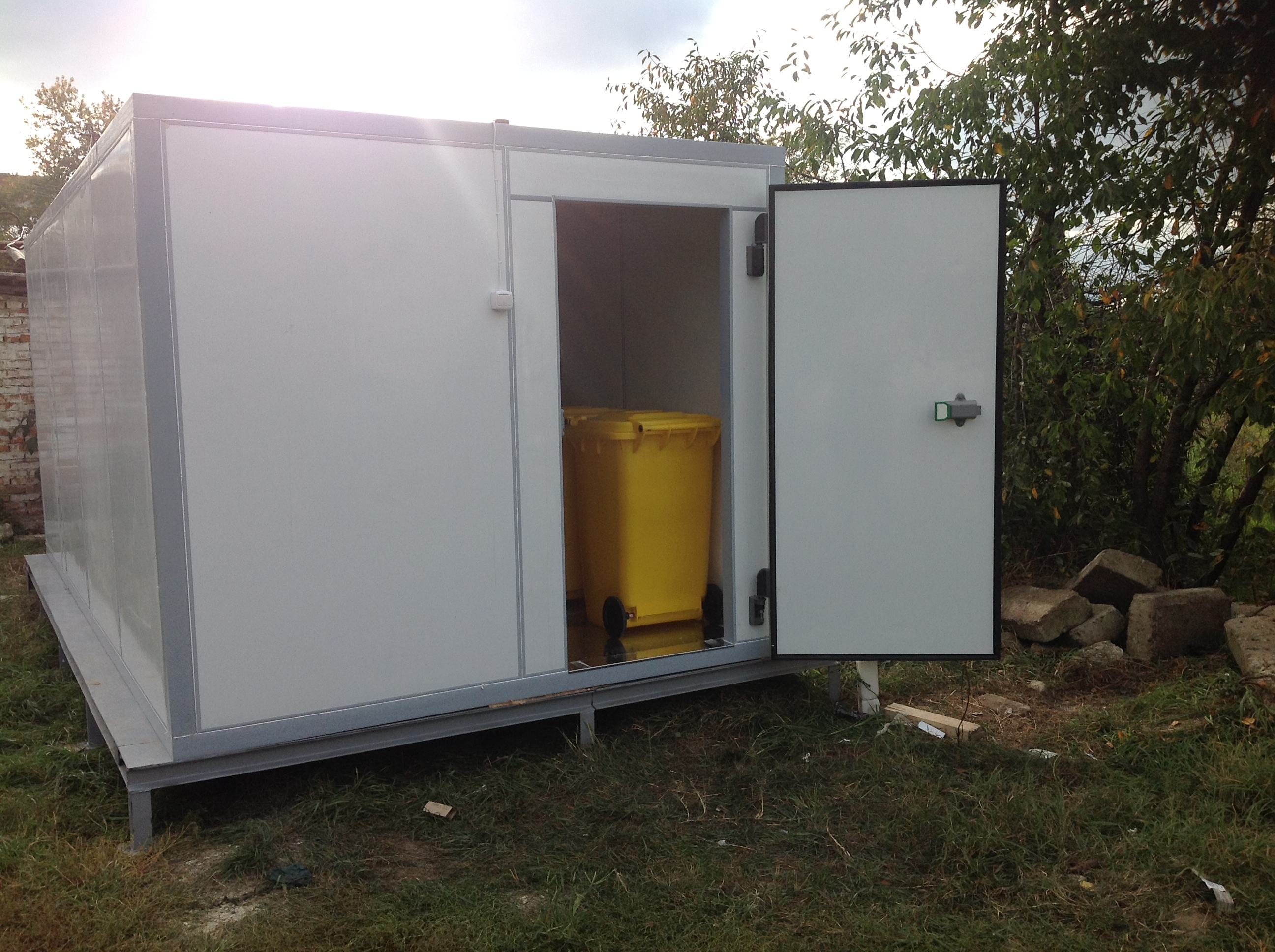
Камера временного хранения медотходов

Класс А — с одной стороны к обращению с данной группой отходов применяются требования санитарных правил, предъявляемые к обращению с ТКО (п. 158 СанПиН 2.1.3684-21). С другой стороны постановлением Правительства РФ № 1156 от 12.11.2016 установлен запрет на складирование в контейнерах ТКО любых медицинских отходов, в том числе и класса А (п. 14 «Правил обращения с твердыми коммунальными отходами»).
В СанПиН 2.1.3684−21 правовое регулирование ТКО и медицинских отходов класса «А» разделено.
Порядок обращения с медицинскими отходами класса «А» регламентируется пп. 157, 158, 159, 170, 171, 172, 173, 193, 201, 203, 204, 207, 208, 244 СанПиН 2.1.3684-21.
Порядок общения с ТКО регламентируется пп. 3-16, 41, 49, 65, 132, 240—265 СанПиН 2.1.3684-21.
Пунктами 166, 170, 193 СанПиН 2.1.3684-21 установлены особые (дополнительные) требования по обращению с медицинскими отходами (включая класса «А») отличные от требований при обращении с ТКО:
— «к работам по обращению с медицинскими отходами [в том числе класса „А“] не допускается привлечение лиц, не прошедших предварительный инструктаж по безопасному обращению с медицинскими отходами» (п. 166);
— «дезинфекция оборотных межкорпусных контейнеров для сбора отходов медицинских классов А производится в местах разгрузки не менее одного раза в неделю специализированной организацией, вывозящей отходы» (п. 193), — требования, которые не предъявляются к контейнерам для ТКО (Приложение № 1 к СанПиН 2.1.3684-21);
— "емкости для сбора медицинских отходов должны быть промаркированы «Отходы. Класс А» (п. 170).
При этом исходя п. 244 СанПиН 2.1.3684-21: «На полигоны ТКО допускается принимать ТКО, твёрдые промышленные отходы III—IV классов опасности и медицинские отходы класса А, а также классов Б и В после соответствующего обеззараживания, обезвреживания».
Сбор медицинских отходов класса А должен осуществляться в многоразовые емкости или одноразовые пакеты. Цвет пакетов может быть любой, за исключением жёлтого и красного (п. 170 СанПиН 2.1.3684-21).
В соответствии с п.4 СанПиН 2.1.3684-21 расстояние от контейнерной площадки для сбора ТКО до территорий медицинских организаций в городских населённых пунктах должно составлять не менее 25 метров [что означает, что на территории больниц не должны создаваться контейнерные площадки для сбора ТКО, а должны создаваться площадки для сбора отходов класса «А» на территории хозяйственной зоны больниц (п. 201)].
СанПиН 2.1.3684-21 установлена различная периодичность мойки и дезинфекции транспорта для вывоза ТКО и медицинских отходов класса «А»: для ТКО — «не реже 1 раза в 10 суток» (п. 16), для медицинских отходов класса «А» — «не менее одного раза в неделю» (пп. 193, 204, 207).
Класс Б можно накапливать необеззараженным, если для этого применяются специализированные накопители-холодильники. Российская промышленность производит целую линейку таких специализированных холодильников, включая огромные накопители-холодильники в виде морозильных камер, рассчитанные на несколько тонн отходов, предназначенные для крупных больниц.
Такие накопители устанавливаются на улице на территории больницы и отходы в них находятся прямо в баках. Типовая больница на 1000 коек, согласно исследованию, за неделю образует объём отходов класса Б приблизительно в 1 тонну. Подобный накопитель=холодильник может, таким образом, вмещать например, недельный объём отходов класса Б для такой больницы, размещённый, согласно требованиям СанПиН 2.1.3684-21, в жёлтых баках.

### Транспортирование
Транспортирование отходов с территории медицинских организаций, производится специализированным транспортом к месту последующего обезвреживания, размещения медицинских отходов, использование указанных транспортных средств для других целей не допускается. При транспортировании медицинских отходов класса А с территории медицинских организаций разрешается применение транспорта, используемого для перевозки ТКО (п. 203 СанПиН 2.1.3684-21).
Допускается перемещение необеззараженных медицинских отходов класса Б, упакованных в специальные одноразовые емкости (контейнеры), из удаленных структурных подразделений организации (медицинские пункты, кабинеты, фельдшерско-акушерские пункты) и других мест оказания медицинской помощи в медицинскую организацию для обеспечения их последующего обеззараживания, обезвреживания (п. 181 СанПиН 2.1.3684-21).
Вывоз необеззараженных медицинских отходов класса В за пределы территории медицинский организации не допускается (п. 183 СанПиН 2.1.3684-21).
Транспортировка производится специальным транспортом с маркировкой, в котором нельзя перевозить иные грузы, кроме медицинских отходов. Как сказано выше, требования к такому транспорту строго регламентированы.

### Обеззараживание
Биологические отходы категории Б (например, отходы операционных) не обеззараживают. При обеззараживании применяются следующие методы:
- Химический (например, обработка хлорсодержащими жидкостями) — это немного устаревший способ, связанный со многими побочными явлениями, например с запахом хлорки и тд.
- Гидроклавирование (обработка горячим паром под давлением)
- Обработка в СВЧ печах

Согласно действующим правилам, одного только обеззараживания недостаточно чтобы медотходы можно было разместить на свалке. Они должны быть подвергнуты дальнейшему процессу обезвреживания, чтобы, как гласит СанПиН 2.1.3684-21"исключить возможность их повторного применения".

### Проблема переработки обеззараженного пластика из медицинских отходов
Делаются попытки наладить переработку обеззараженного пластика из медицинских отходов во вторсырьё. Это решило бы проблему невозможности вывоза на полигоны обезвреженных отходов, содержащих пластик в значительных количествах, как не имеющих соответствующего кода в ФККО.
Однако такой подход наталкивается на ряд сложностей.
Во-первых, больницы должны при этом производить селективный сбор пластика, что на практике для них затруднительно. В противном случае требуется дорогостоящая ручная сортировка после обеззараживания в автоклаве, что делает процесс нерентабельным.
Во вторых, даже после обработки селективно собранного пластика обработки медицинских отходов получается на выходе смесь пластиков (как правило, полиэтилен низкого давления , ПВХ и полистирола) с заранее неизвестным составом. Такое вторсырьё неприменимо в химической промышленности (им нужно разделение по составу на отдельные фракции). При этом после дополнительного разделения на фракции себестоимость такого вторсырья после всех этих обработок получается столь высокой, что почти вдвое превышает стоимость первичного пластика, вырабатываемого химической промышленностью Иногда такое вторсырьё покупают для добавления в асфальт вместо песка, но спрос низкий, поэтому практической ценности такая смесь пластиков на сегодняшний день не представляет.
Поэтому к значительной части медицинских отходов применяется практически только термическое обезвреживание (кремация, сжигание). Например, биологические отходы можно только кремировать (этому посвящён специальный пункт СанПиН 2.1.3684-21. Изредка применяется ещё только захоронение на специальных участках кладбищ.
Острый инструмент при термической обработке в печах переплавляется в мелкие комки металла. Пластик также дешевле и проще всего подвергать термическому обезвреживанию, причём если это категория Б, то обеззараживать предварительно его не нужно.
Термическое обезвреживание должно производиться только на отдельных участках мусоросжигательных заводов (требование СанПиН 2.1.3684-21), или на специализированных площадках.
В качестве оборудования применяются инсинераторы (специальные устройства где горение происходит при дефиците кислорода) или в печах с многократной очисткой выбросов продуктов горения. В результате получается зола, которая признаётся продуктом 4 класса опасности и может быть размещена на полигоне.
Существует ещё одна проблема, связанная с медицинскими отходами, которая в настоящий момент решается, но не решена окончательно в Российской Федерации — это проблема создания административно утверждённых территориальных схем работы с медицинскими отходами. Такие схемы в области работы с отходами, в том числе с твёрдыми коммунальными отходами, созданы для каждого региона РФ. Но медицинские отходы в них не предусмотрены, хотя СанПиН 2.1.3684-21 предусматривает, что для медотходов они тоже должны существовать. И действительно, в рамках таких схем можно было бы зафиксировать и усовершенствовать существующие системы централизованного обезвреживания медотходов, которые гораздо дешевле, безопаснее и проще контролируются чем децентрализованное обезвреживание в каждой отдельной больнице.

## Обезвреживание отходов

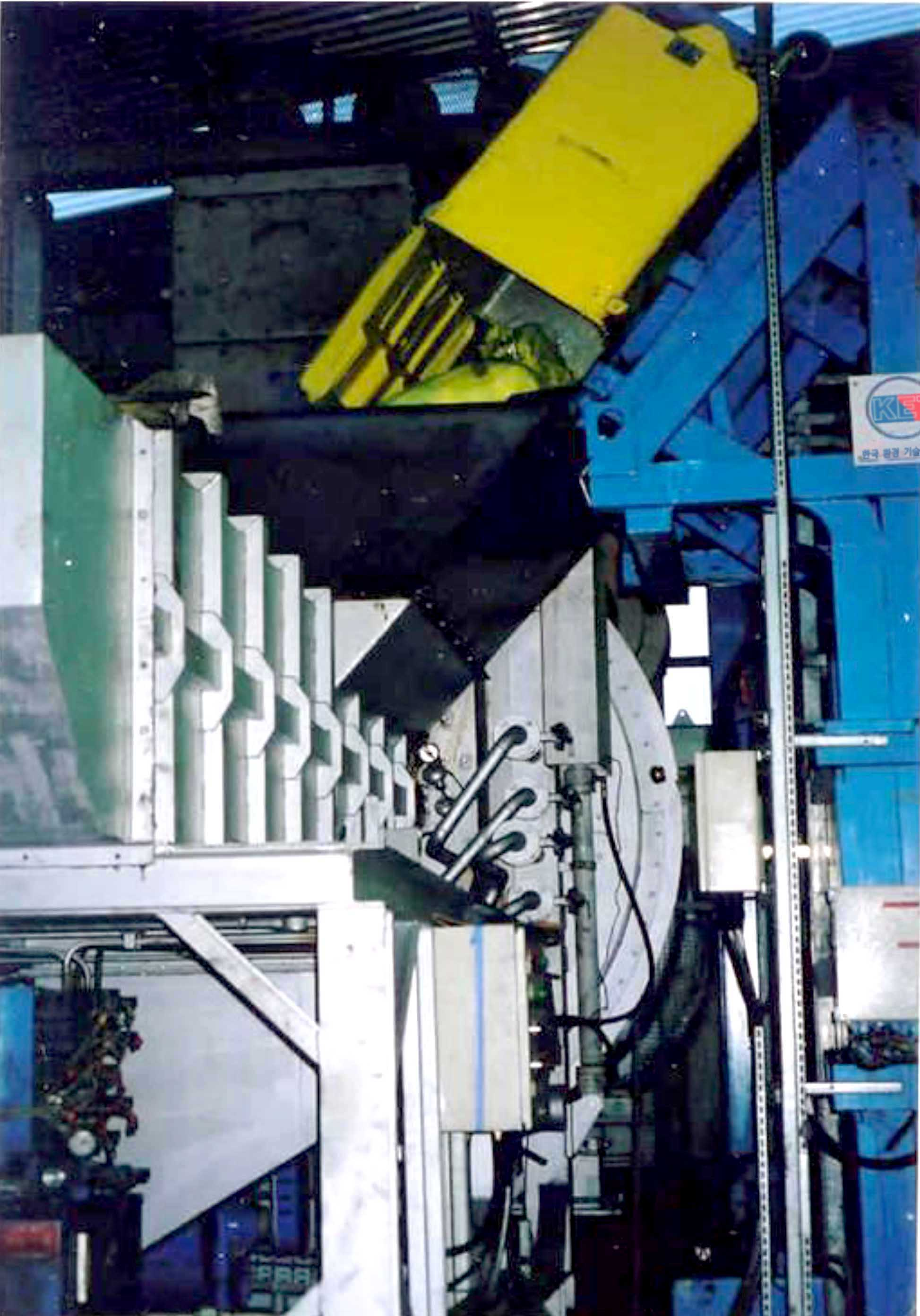
Загрузка медицинских отходов в роторный комплекс термического обезвреживания

Общенациональная, централизованная система обращения с медицинскими отходами зарекомендовала себя как единственно эффективная, исключающая манипуляции и захоронение высокопатогенных отходов. Подобные системы реализованы свыше 80 странах мира, среди которых: Бельгия, Австрия, Южная Корея, Испания, Швейцария, Турция, Китай, Катар, Италия, Чехия, Германия, Япония, Великобритания, Франция, Польша, Австралия и др.
В данный момент Глобальный альянс по вакцинам и иммунизации под эгидой Международного комитета Красного Креста способствует развертыванию аналогичных систем в 72 странах, среди которых: Ангола, Чад, ЦАР, Судан, Руанда, Боливия, Куба, Никарагуа, Пакистан, Йемен, Армения, Азербайджан, Грузия, Индия, Индонезия, Вьетнам и др.
В соответствии с рекомендациями Всемирной Организации Здравоохранения, термическое обезвреживание (или инсинерация) является единственным решением, обеспечивающим окончательное обезвреживание медицинских и биологических отходов, поскольку только при таком методе гарантированно полное уничтожение высоко патогенных штаммов вирусов с высокой химиорезистентностью. Медицинские отходы обладают высокой удельной теплотой сгорания с низшей калорийной мощностью от 2800 до 12000 ккал/кг, что дает высокую эффективность при их энергетической утилизации с когенерацией электрической и тепловой энергии.
Комплексы централизованного термического обезвреживания медицинских отходов — это высокотехнологичные производства, разрабатываемые в индивидуальном порядке под каждый из проектов. Тип комплекса, используемого при работе с медицинскими отходами, в большей степени зависит от необходимой производительности и предполагаемой морфологии отходов. Как правило используются комплексы подового, роторного или гибридного типа. Мировыми лидерами в области проектирования и строительства экологически безопасных комплексов являются компании из Южной Кореи, такие как KET ENG Co. и Doosan Heavy industries.
Медицинские отходы характеризуются своей неоднородностью и высоким содержанием различных химических соединений. В частности, тяжелых металлов, таких как ртуть (Hg), кадмий (Cd), свинец (Pb), а также хлора (Cl) и его соединений, вследствие широкого применения химических реагентов в фармакологии, ПВХ в качестве упаковочного материала и существующей практики обеззараживания отходов в местах их образования хлорсодержащими веществами.
Обезвреживание производится при t> 800 °C, дожиг дымовых газов производится при t> 1000 °C с выдержкой не менее 2 секунд при концентрации кислорода не менее 6 %. Обязательно наличие системы очистки дымовых газов гарантирующей безопасное обезвреживание большого количества кислых газов, таких как оксиды серы (SOх), хлористый водород (HCl), фтороводород (HF), связывание и удаление многих тяжелых металлов (Pb, Cd, Hg, As, Cr, Cu, Ni, Se, Zn, V), галогенов — фтора (F2) хлора (Cl2); брома (Br2) и йода (I2) и их соединений, образующихся при утилизации медицинских отходов с высоким содержанием вискозного волокна (протирочные материалы, СИЗ, бинты и т. д.), а также таких материалов как полихлорвинил и поливинилхлоридные флаконы для крови, материалы для обработки рентгеновской пленки.
Самыми сложными для улавливания и контроля являются диоксид азота (NO2) и полихлорированные дибензодиоксины и дибензофураны (ПХДД/ПХДФ). С целью минимизации их выбросов в атмосферу передовые комплексы оснащаются рядом систем, таких как:
— Первичные меры (технологические методы) — дожиг дымовых газов t> 1000 °C с выдержкой не менее 2 секунд; управление газодинамическими процессами (АСУГП); регулирование температурных режимов, уровня содержания кислорода, скорости потока отходов, первичного и вторичного воздуха и т. д.;
— Ускоренным охлаждением дымовых газов в котле-утилизаторе в диапазоне температур от 450˚С до 250˚С за интервал времени не более 2 сек с целью минимизации рекомбинации и восстановления диоксинов и фуранов в процессе охлаждения;
— Вторичные меры (очистка дымовых газов) — система SNCR (избирательного некаталитическое восстановления); реактор избирательного каталитического восстановления (SCR); полусухой реактор (SDR); системы аспирации на базе рукавных, керамических или электростатических фильтров и т. д. Передовые системы газоочистки являются активными, замкнутыми по основным выходным параметрам — уровням вредных выбросов в атмосферу. Контроль выбросов осуществляется в режиме реального времени автоматической системой контроля промышленных выбросов (АСКПВ) в соответствии с требованиями постановления Правительством Российской Федерации № 263 от 13.03.2019.
Только совместное применение комплекса указанных выше мер позволяет обеспечить экологическую безопасность при термическом обезвреживании медицинских отходов.

## Медицинские отходы в Российской Федерации
Медицинские отходы в России классифицируются на:
- Класс А

| Тип                              | Состав, по объёму | Примеры, что внутри |
| Острые остатки и острые предметы | 10-15 %           | Иглы, шприцы, острые лезвия и другие острые предметы, которые могут представлять риск прокалывания или пореза.                                                                |
| Хирургические отходы             | 20-30 %           | Марлевые прокладки, бинты, операционные инструменты, перчатки и другие материалы, использованные во время операций и хирургических процедур.                                  |
| Лекарственные отходы             | 10-20 %           | Просроченные или непригодные к использованию лекарства, ампулы, флаконы и другие материалы, связанные с медикаментами.                                                        |
| Повязки и прокладки              | 10-15 %           | не использованные повязки, газовые прокладки, компрессы и другие материалы, используемые для перевязки ран и ранений.                                                         |
| Прочие материалы                 | 15-25 %           | Не загрязненные марлевые прокладки, перчатки, защитные одежды, отходы от инфекционных пациентов и другие материалы, которые могут быть заражены патогенными микроорганизмами. |

- Класс Б

| Тип                                              | Состав, по объёму | Примеры, что внутри                                             |
| Отходы от вспомогательных процессов деятельности | 40-50 %.          | отходы от уборки, санитарии, кухни, лаборатории                 |
| Отходы от диагностики                            | 20-30 %.          | расходные материалы, использованные для анализов и обследований |
| Отходы от процедурной деятельности               | 10-20 %           | перевязочный материал, медицинские инструменты                  |
| Отходы от медикаментозного обеспечения           | 5-10 %            | истекшие или непригодные лекарственные средства                 |
| Отходы от хирургической деятельности             | 5-10 %            | остатки после операций, засоренные медицинские инструменты      |

- Класс В

| Тип                                | Состав, по объёму | Примеры, что внутри                                                                               |
| Инфекционные отходы                | 10-15 %           | использованные шприцы, иглы, пробирки с кровью или другими биологическими жидкостями              |
| Отходы от вакцинации и иммунизации | 5-10 %            | использованные ампулы, флаконы и другая упаковка вакцин                                           |
| Лекарственные отходы               | 20-30 %           | просроченные или неиспользованные лекарственные препараты, а также упаковочные материалы лекарств |
| Отходы от лечения и диагностики    | 40-50 %           | перевязочные материалы, патологические препараты, использованные шприцы и иглы                    |

- Класс Г

| Тип                                       | Состав, по объёму | Примеры, что внутри |
| Остатки лекарств и медицинских препаратов | 10-20 %           | просроченные или неиспользованные лекарственные препараты, а также упаковочные материалы лекарств                                                |
| Зараженные материалы                      | 10-20 %           | инфицированные шприцы, бинты, перевязочный материал и другие предметы, которые могут быть загрязнены кровью или другими инфекционными веществами |
| Отходы с ртутью                           | 1-5 %             | ртутные термометры, амальгамные пломбы и другие медицинские изделия, содержащие ртуть                                                            |
| Отходы, содержащие кадмий и свинец        | 1-5 %             | отходы от батареек и аккумуляторов, используемых в медицинских устройствах                                                                       |
| Химические отходы                         | 5-10 %            | использованные химические реагенты, растворы и прочие химические вещества                                                                        |
| Различные материалы                       | 60-70 %           | пластик, картон, бумага и т. д. |

- Класс Д

| Тип                     | Состав, по объёму | Примеры, что внутри                                                                                           |
| Инфекционные отходы     | 50-60 %           | использованные медицинские инструменты, шприцы, иглы, отходы от лечения инфекционных пациентов                |
| Химические отходы       | 20-30 %           | использованные химические реагенты, лекарства, растворы, содержащие токсичные или опасные вещества            |
| Фармацевтические отходы | 5-15 %            | неиспользованные или просроченные лекарственные препараты, ампулы, баночки, таблетки и т.д                    |
| Радиоактивные отходы    | 1-5 %             | радиоактивные материалы, используемые в медицинских процедурах, например, в радиотерапии или ядерной медицине |

Медицинские отходы в Российской Федерации регламентируются следующими законами и правовыми актами:
1. ГОСТ Р 52129-2003 "Медицинские отходы. Классификация
2. Федеральный закон от 21 ноября 2011 года № 323-ФЗ «Об основах охраны здоровья граждан в Российской Федерации»
3. Постановление Правительства РФ от 1 ноября 2012 года № 1119 «Об утверждении Правил обращения с медицинскими отходами»
4. ГОСТ Р 51628-2000 «Медицинские отходы. Классификация»
5. ГОСТ Р 51903-2002 «Медицинские отходы. Общие требования к обращению»
6. Приказ Министерства здравоохранения РФ от 12 апреля 2011 года № 302н «Об утверждении Перечня отходов производства и потребления, образующихся на территории Российской Федерации, включаемых в федеральный перечень отходов»
7. Федеральный закон «Об отходах производства и потребления» от 24 июня 1998 года № 89-ФЗ
8. Правила обращения с медицинскими отходами, утвержденные постановлением Правительства РФ от 1 декабря 2010 года № 1170

Сегментация медицинских отходов стационара, в Российской Федерации, по объёму:
| Класс медицинских отходов | Доля, по объёму |
| Класс А                   | 80 %            |
| Класс Б                   | 6 %             |
| Класс В                   | 10 %            |
| Класс Г                   | 3 %             |
| Класс Д                   | 1 %             |

Сегментация больниц в Российской Федерации по количеству койко-мест и количеству медицинских отходов, в сутки, с 1 койко-места:
| Типы больниц по количеству койко-мест | выход медотходов, кг/сутки, на 1 койко место |
| до 800                                | 1,3                                          |
| 800-1000                              | 1,35                                         |
| 1000-1200                             | 1,7                                          |
| 1200-1400                             | 2,1                                          |
| более 1400                            | 3                                            |
| «Скоростные» больницы                 | 4,1                                          |